# Comté de Major
Pour les articles homonymes, voir Major (homonymie).
Le comté de Major est un comté situé dans l'État de l'Oklahoma aux États-Unis. Le siège du comté est Fairview. Selon le recensement de 2000, sa population est de 7 545 habitants.

## Comtés adjacents
- Comté de Woods (nord-ouest)
- Comté d'Alfalfa (nord-est)
- Comté de Garfield (est)
- Comté de Kingfisher (sud-est)
- Comté de Blaine (sud)
- Comté de Dewey (sud-ouest)
- Comté de Woodward (ouest)

## Principales villes
- Ames
- Cleo Springs
- Fairview
- Meno
- Ringwood